# Pacifastacus
Pacifastacus Bott, 1950 è un genere di crostacei originario della parte occidentale del Nordamerica, cui appartengono le seguenti sei specie:
- Pacifastacus chenoderma (fossile: Miocene – Pliocene)
- Pacifastacus connectens
- Pacifastacus fortis
- Pacifastacus gambelii
- Pacifastacus leniusculus – Gambero segnalatore
- Pacifastacus nigrescens